# 1010'erne
Århundreder: 10. århundrede – 11. århundrede – 12. århundrede
Årtier: 960'erne 970'erne 980'erne 990'erne 1000'erne – 1010'erne – 1020'erne 1030'erne 1040'erne 1050'erne 1060'erne
År: 1010 1011 1012 1013 1014 1015 1016 1017 1018 1019